# アリス・オブ・バッテンバーグ

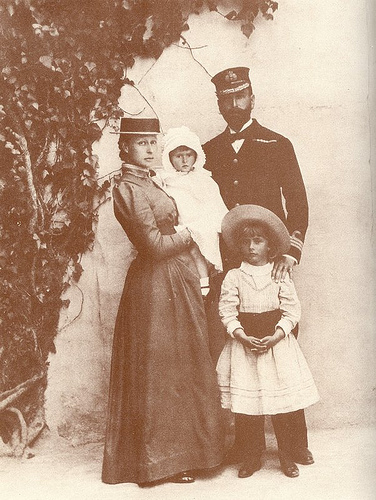
母ヴィクトリア、妹ルイーズ、父ルートヴィヒと

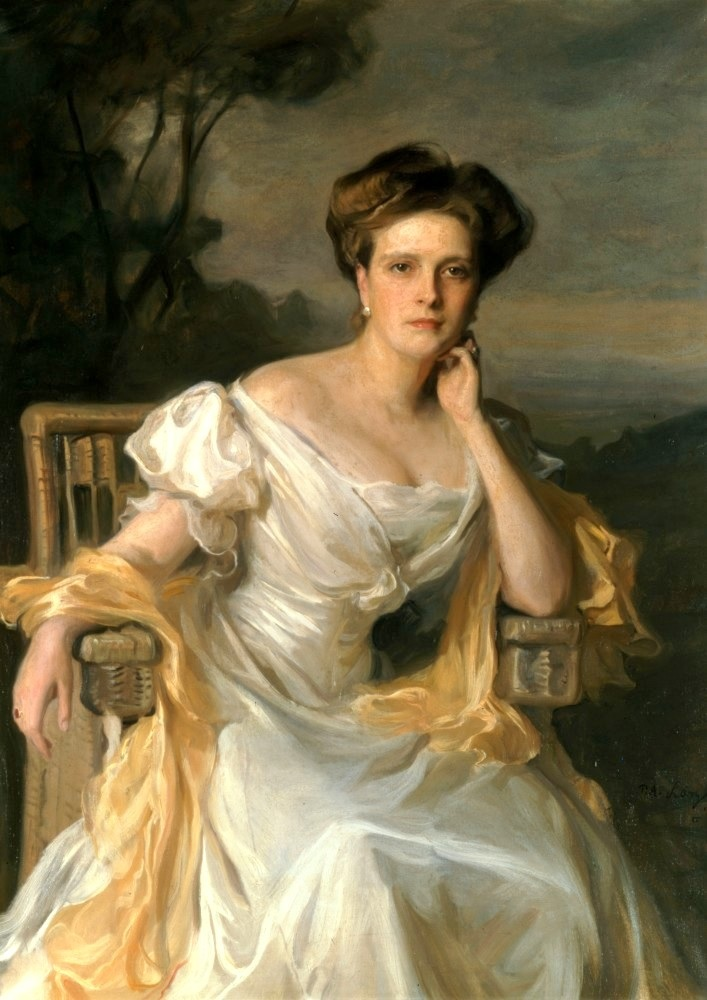
フィリップ・ド・ラースローによる肖像画（1907年）

アリス・オブ・バッテンバーグ（Alice of Battenberg, 1885年2月25日 - 1969年12月5日）は、ギリシャ王子アンドレアス（ゲオルギオス1世の四男）の妃で、イギリス王配フィリップの母。ギリシャ語名はアリキ（ギリシャ語表記：Αλίκη,ラテン文字表記：Aliki）。ドイツ語名はアリーツェ・フォン・バッテンベルク（Alice von Battenberg）。
初代ミルフォード＝ヘイヴン侯爵ルイス・アレグザンダー・マウントバッテンとその妻であるヘッセン大公女ヴィクトリアの長女として、ウィンザー城で生まれた。彼女が生まれた当時、父はヘッセン大公家につらなる者としてドイツ姓「バッテンベルク」の英語読み「バッテンバーグ」を名乗っていたが、アリスの結婚後の1917年にイギリスの国民感情に鑑みて、より英語的な「マウントバッテン」（Mountbatten）に改姓している。

## 生涯

### 誕生
アリスは、ダルムシュタット、ユーゲンハイム（現ヘッセン州ダルムシュタット＝ディーブルク郡）、マルタ（イギリス海軍士官だった父の赴任先）やロンドンで育った。幼い頃言葉を発するのが遅く、話せるようになっても発音が不明瞭だったため、母ヴィクトリアはアリスを耳鼻科の専門医に診せた。その結果、遺伝による先天性の難聴である診断が下った。母の励ましとアリスの努力もあって、彼女は読唇術を身につけ、英語とドイツ語を話し理解できるようになった。家庭で教育を受けてフランス語を学び、婚約後はギリシャ語を学んだ。彼女は、ヨーク公ジョージ（のちのジョージ5世）とテック公女メアリーの結婚式でブライズメイト (en) となるなど、幼い頃からイギリス王室の一員として育った。

### 結婚
1902年、大伯父エドワード7世の戴冠式でギリシャ王子アンドレアス（家族内ではアンドレア（Andrea）と呼ばれていた）と出会い、2人はたちまち恋に落ちた。1903年10月にアリスはダルムシュタットでアンドレアスと結婚し、ギリシャのグリクシンブルク王家の一員となった。結婚式のあと、アンドレアスは軍人としての任務を続行し、アリスは慈善活動に没頭した。1908年、ロシアを訪問した際に叔母エリザヴェータと会い、信仰厚い看護婦たちを集めた修道会を設立したいという叔母の案に深く感化された。

### 亡命
ギリシャへ戻ると、王制に敵対する不穏な空気が流れていた。バルカン戦争になると、アンドレアスは軍人として身を投じ、アリスは看護婦として野戦病院で働いた（のちにこの功績をたたえて、ジョージ5世から王立赤十字勲章を授けられた）。第一次世界大戦が始まると、夫の兄コンスタンティノス1世は、選挙で選ばれたヴェニゼロス政権をないがしろにし、親政を敷こうとした。1916年12月、フランス軍の爆撃を受けたアテネで、アリスと子供たちは宮殿内の地下壕にこもっていた。結局、王は退位し、ギリシャ王家はスイスで亡命生活を送ることとなった。
1920年にコンスタンティノスの復位がかない、一家はギリシャへ戻ってコルフ島に住居をかまえた。しかし、ほどなく起こった希土戦争で実権は軍事政権のものになり、王は退位し亡命、軍を動かしてクーデターを起こそうとしたアンドレアスは政権に捕らえられた。一家はイギリスの圧力で救出され、イギリス軍艦に乗り脱出した。
一家はパリ郊外の借家に暮らし、アリスはギリシャ難民のための店を手伝った。彼女は深い信仰心をもつようになり、1928年にギリシャ正教に改宗した。彼女はこの頃から統合失調症を患うようになり、1930年にベルリンのサナトリウムに入所した。のち、家族によりスイスのサナトリウムに移された（そこは有名人や上流階級の患者が多いことで知られ、アリスと同時期にヴァーツラフ・ニジンスキーも入所していた）。娘たちは1930年から1931年にかけてドイツ貴族と結婚したが、アリスは娘たちの結婚式に出席しなかった。年少の長男フィリッポス（フィリップ）は、イギリスで彼女の弟ジョージ・マウントバッテン（第2代ミルフォード＝ヘイヴン侯爵）とルイス・マウントバッテン卿、母ヴィクトリアらによって育てられていた。
2年余りをサナトリウムで過ごした後、アリスはメラーノの病院に入った。彼女は母ヴィクトリアと連絡をとりあっていたが、1937年に予想できない悲劇が起こった。飛行機事故で、ヘッセン大公妃になっていた三女セシリアの一家が事故死し、唯一無事だった孫ヨハンナも、わずか2歳で病死したのだった。1938年、退院したアリスは、一人でアテネに戻り、2つの寝室しかないフラットに住みながら貧しい人々を援助する活動を始めた。

### 第二次世界大戦
第二次世界大戦では、アリスは極めて難しい立場に置かれた。娘たちの夫らはドイツ側に立ち、息子フィリッポスはイギリス海軍士官だったからである。アリスの母方の従兄ヴィクトール・ツー・エアバッハ＝シェーンベルク（父の姉マリー・フォン・バッテンベルクの子）は、1941年から駐アテネ・ドイツ大使だった。ギリシャ王家の大半が南アフリカ連邦へ逃げた中、アリスと義姉エレナ・ウラジーミロヴナ（ギリシャ王子ニコラオス妃、ケント公夫人マリナの母）だけがアテネに残っていた。アリスは義兄ゲオルギオス所有のみすぼらしい家に移り住んだ。彼女は赤十字社で働き、炊き出しをしたり、スウェーデン王太子妃となっている妹ルイーズから医薬品の提供を受けて、活動に使った。彼女は2つの避難所を孤児や浮浪児のために組織した。
1943年のドイツ軍侵攻でアテネが占領されると、ユダヤ系ギリシャ人の大半（およそ75,000人いたというユダヤ人のうち60,000人）が強制収容所に送られ、2,000人が殺されたといわれている。この不幸な時代に、アリスはユダヤ系の未亡人ラケル・コーエンと2人の息子たちをゲシュタポからかくまった（ラケルの亡夫ハイマキは、ゲオルギオス1世を援助したことがある）。ラケルの息子はナチスにおびえたこの頃のことを忘れず、のちに、ギリシャに残った王族が自分たち家族の命を救ってくれたと、アリスを賞賛した。彼女の戦時中の人道行為は戦後、イスラエル政府により諸国民の中の正義の人に列せられ讃えられた。
1944年10月、アテネが解放されるとハロルド・マクミランがアリスの元を訪問した。彼女が食べ物にも困る状態にあったと彼は言及し、事実、アリスはフィリッポスに宛てて「パンとバター以外の食べ物を食べていない。お肉なんて何ヶ月もよ。」と書き送っている。解放されてすぐに、イギリス軍の守るアテネは共産ゲリラに攻撃された。この内戦の最中、夫アンドレオスがモンテカルロのホテルで死んだ。2人は1939年を最後に会っていなかった。

### 修道女として
1947年4月、アリスはイギリスへ戻り、11月には海軍大尉となっていた息子フィリッポス（フィリップ・マウントバッテンと姓名を改め、英国国教会に改宗して、ギリシャ・デンマークの王位継承権を放棄した）と、ジョージ6世の後継者エリザベス王女（のちのエリザベス2世）の結婚式に出席した。アリスはバッテンベルク家の年長者として、ウェストミンスター寺院の北側に国王夫妻と向かい合って座った。この挙式には、国民の反ドイツ感情を考慮し、アリスの娘たちは招待されなかった。
1949年より、アリスは正教会の修道女として、看護をする修道女の組織を設立した。1953年に行われたエリザベス2世の戴冠式では、修道女の装いで出席した。
1967年4月、軍事クーデターが起こったのをきっかけに、アリスは息子夫婦の住むバッキンガム宮殿へ移り住んだ。同年12月、王党派のクーデターが失敗し、ギリシャ王コンスタンティノス2世夫妻は亡命した。
1969年12月、アリスはバッキンガム宮殿で亡くなった。遺言で、イスラエル・オリーヴ山の麓のゲッセマネにあるマグダラのマリア教会に埋葬して欲しいと言い残していた。墓を詣でるのに遠すぎるという親族の反対もあり、彼女の遺志がかなえられたのは、1988年のことだった。

## 子女
- マルガリタ （1905年 - 1981年） - ホーエンローエ＝ランゲンブルク侯ゴットフリート妃。
- セオドラ （1906年 - 1969年） - バーデン辺境伯ベルトルト夫人。
- セシリア （1911年 - 1937年） - ヘッセン大公世子ゲオルク・ドナトゥス妃。
- ソフィア （1914年 - 2001年） - ヘッセン＝カッセル公子クリストフ夫人。のち、ハノーファー王子ゲオルク・ヴィルヘルムと再婚。
- フィリッポス （1921年 - 2021年） - エリザベス2世の王配・エディンバラ公フィリップ。